# Leucotrichia sarita
Leucotrichia sarita är en nattsländeart som beskrevs av Ross 1944. Leucotrichia sarita ingår i släktet Leucotrichia och familjen smånattsländor. Inga underarter finns listade i Catalogue of Life.